# Вілла в Боскореале
40°45′41″ пн. ш. 14°28′17″ сх. д. / 40.761389° пн. ш. 14.471389° сх. д.
Вілла в Боскореале (англ. Villa Boscoreale) — історична вілла за 2 км від стародавнього міста Помпеї. Відома археологічна пам'ятка римської доби, що уславилась фресками.

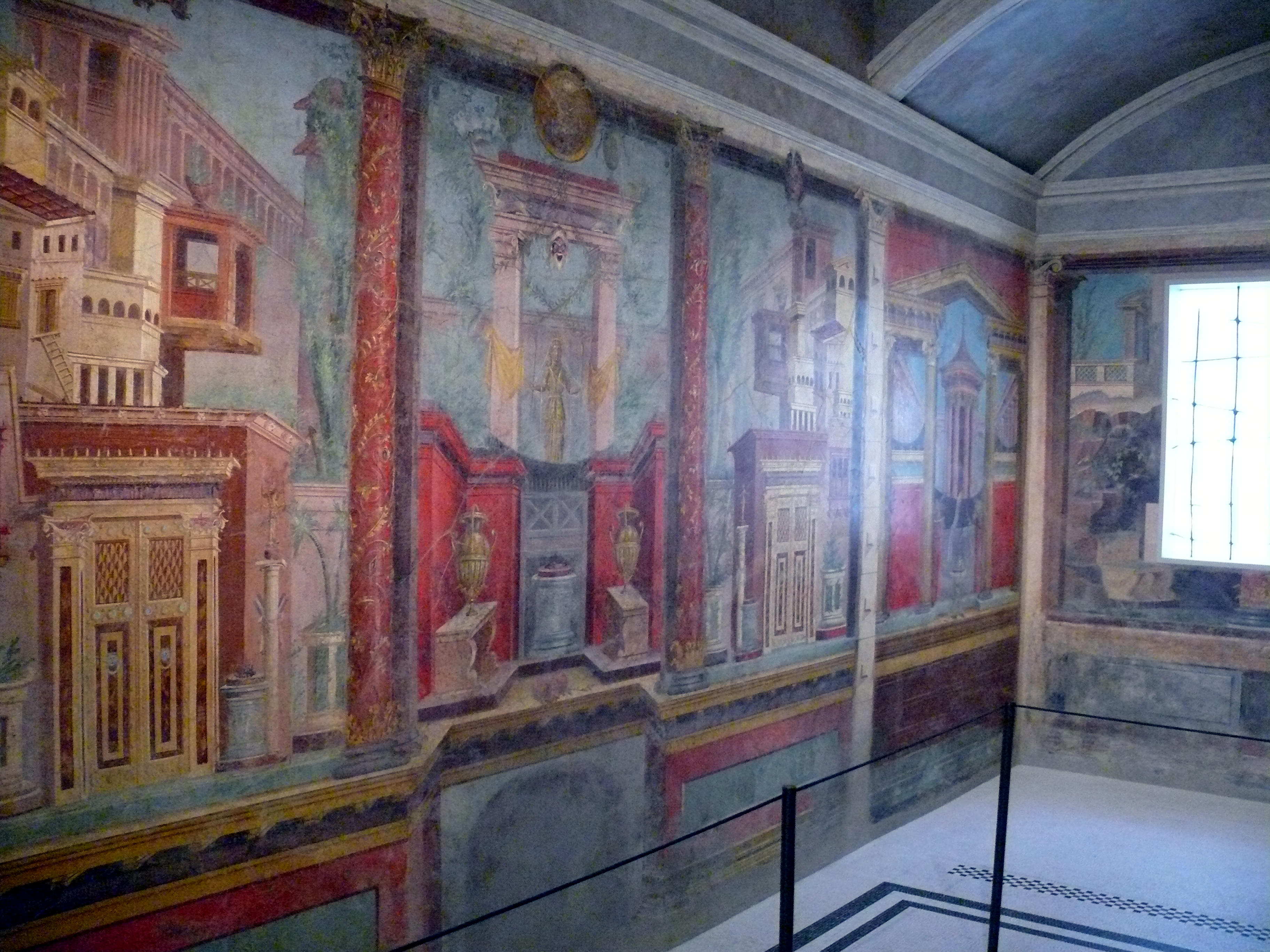
Стінописи з архітектурними пейзажами вілли в Боскореале. Музей мистецтва Метрополітен.

## Віднайдення
Землі і пагорби в передмістях Помпей використали як мисливські угіддя і для створення фермерських господарств по виробництву вина і оливкової олії. Поряд виникали і вілли володарів, не завжди розкішні. На відстані двох кілометрів від Помпей була розташована вілла в Боскореале (назва сучасна). Залишки вілли знайшли під час досліджень території ще в 1700 році, але розкопки практично не проводили (що сприяло їх подальшому збереженню). Новий етап досліджень розпочали в кінці 19 століття, її розкопали в 1893–1894 роках. Дослідження припинили і наново засипали ґрунтом для природної консервації археологічного об'єкту.

## Дослідження

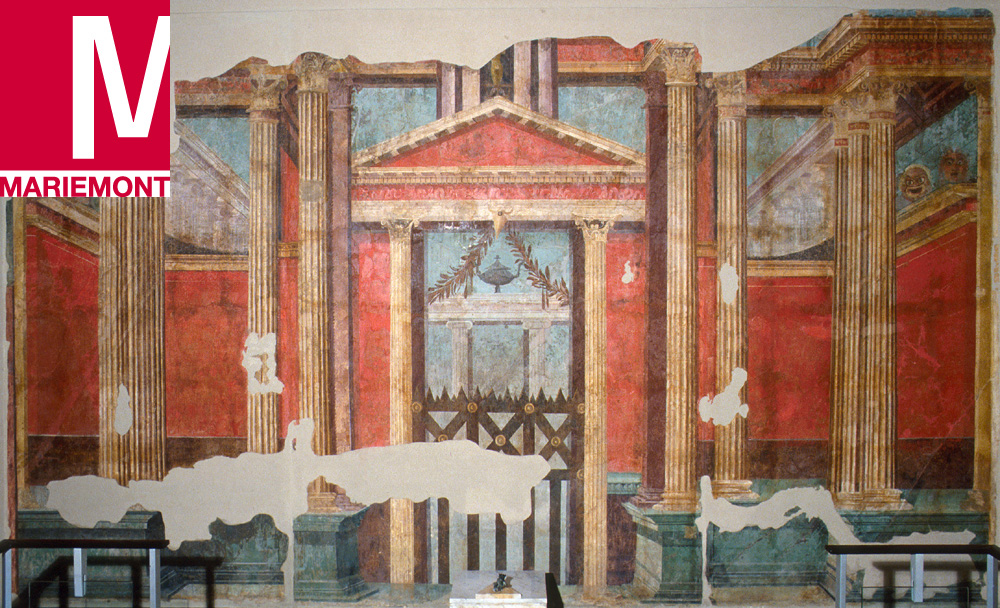
Фреска з Боскореале. Королівський музей Маріємонт, Бельгія.

Детальні дослідження розпочали 1900 року, використавши на той час весь арсенал історичних і апаратних методик. Розкопки вели за детальним планом, розробленим археологом Феліче Барнабеї. Вже тоді знайдені: 
- коштовний давньоримський посуд, що отримав назву «Скарб Боскореале» і придбаний для експонування в музеї Лувр, Париж
- ансамбль фресок з архітектурними мотивами, придбані для експонування в Музеї мистецтва Метрополітен, США та в Королівський музей Маріємонт, Бельгія.
- декоративно-ужиткове мистецтво, що збагатило низку європейських музеїв і мимоволі сприяло популяризації вілли в Боскореале в 20 столітті.

Дослідження не припинялися. 1953 року проведена фотофіксація залишків вілли, Максвелл Андерсон 1987 року створив аксонометричний і поземний план споруди. Максвелл Андерсон також вніс в план всі стінописи, давно експоновані в різних світових музеях. В добу комп'ютеризації створена віртуальна модель розкопаної частини вілли.

## Декоративно-ужиткове мистецто зі знахідок

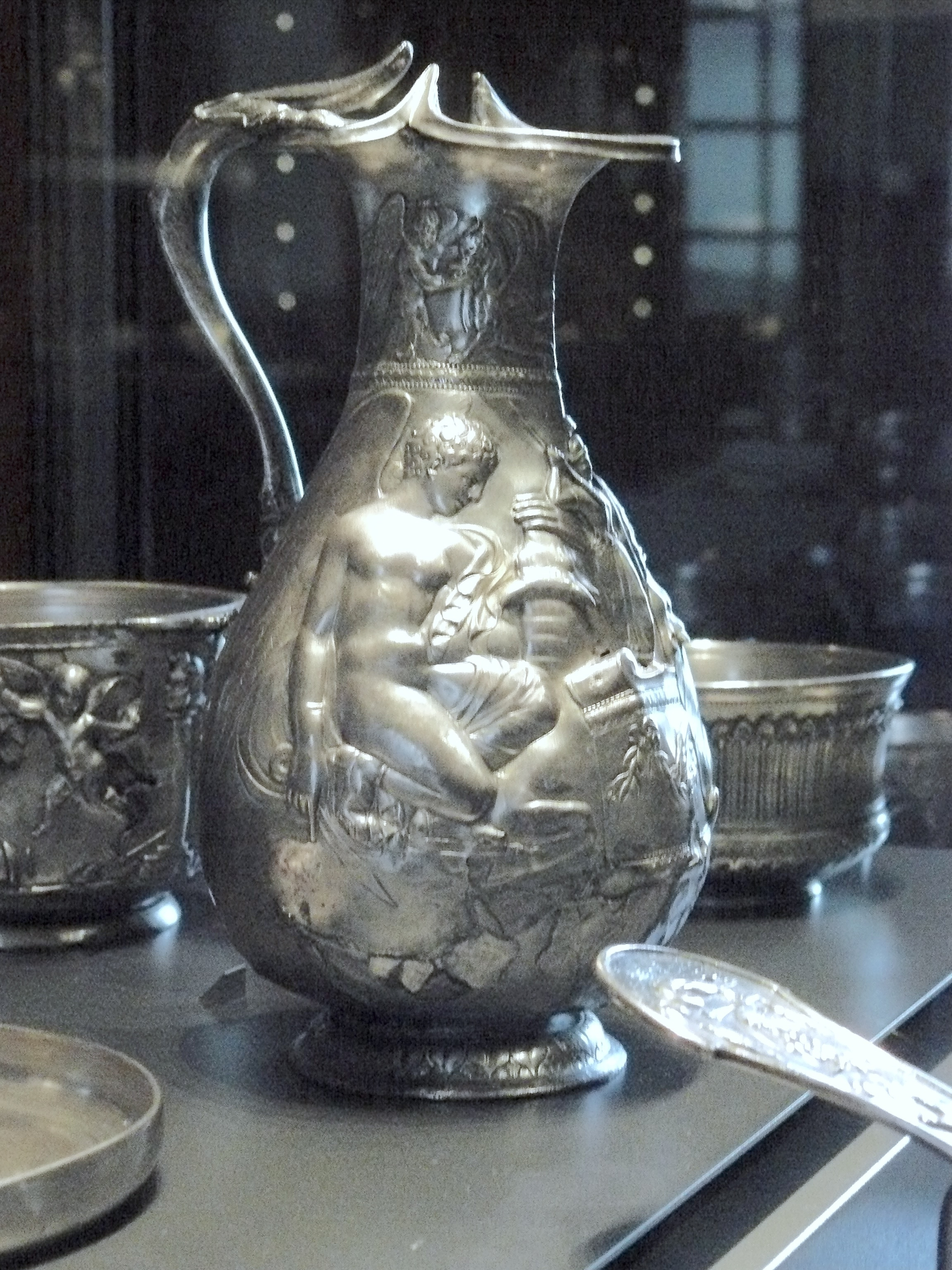
Ойнохоя з Боскореалє, Лувр, Париж.
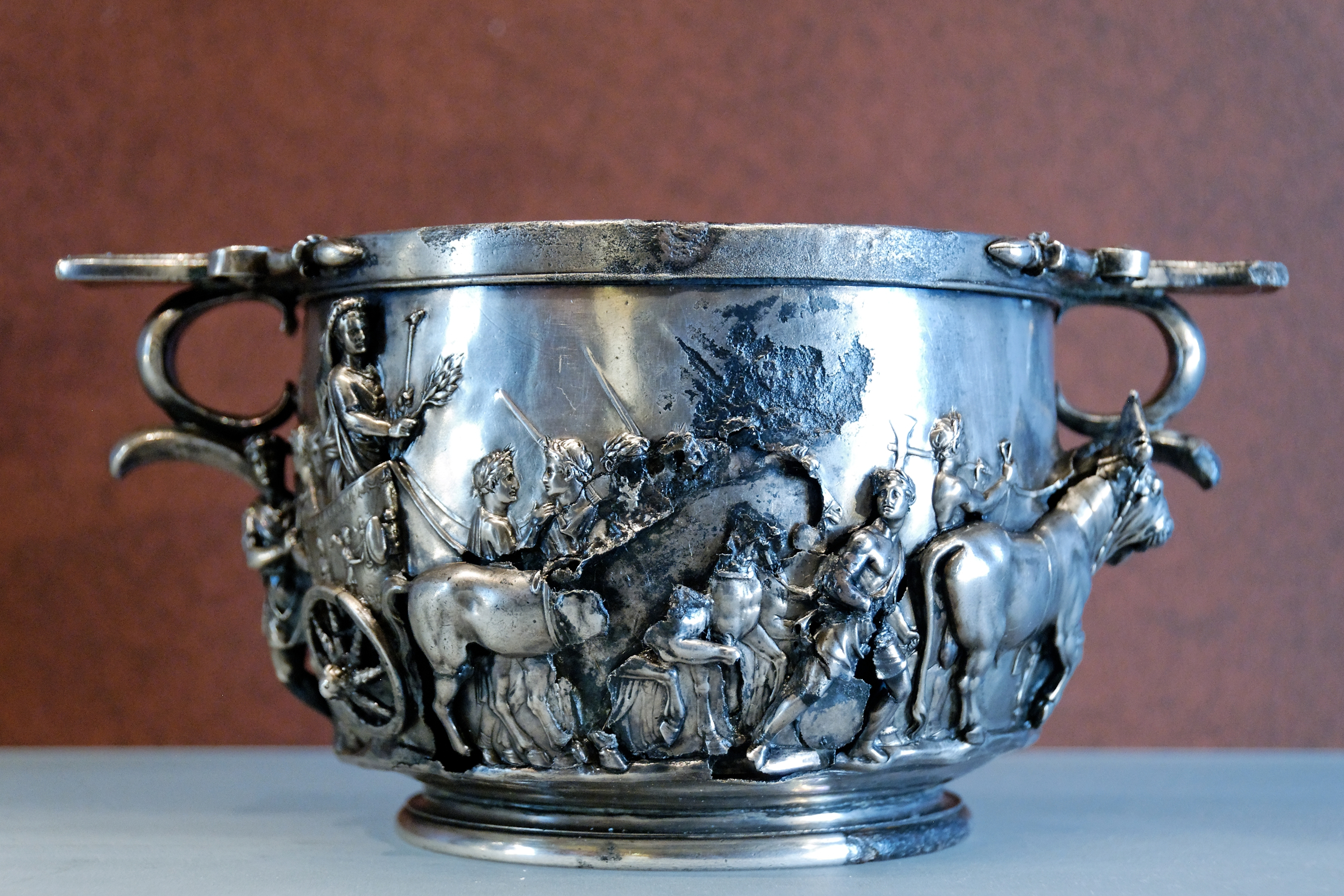
Скіфос з Боскореалє «Тріумф імператора Тіберія». Лувр.
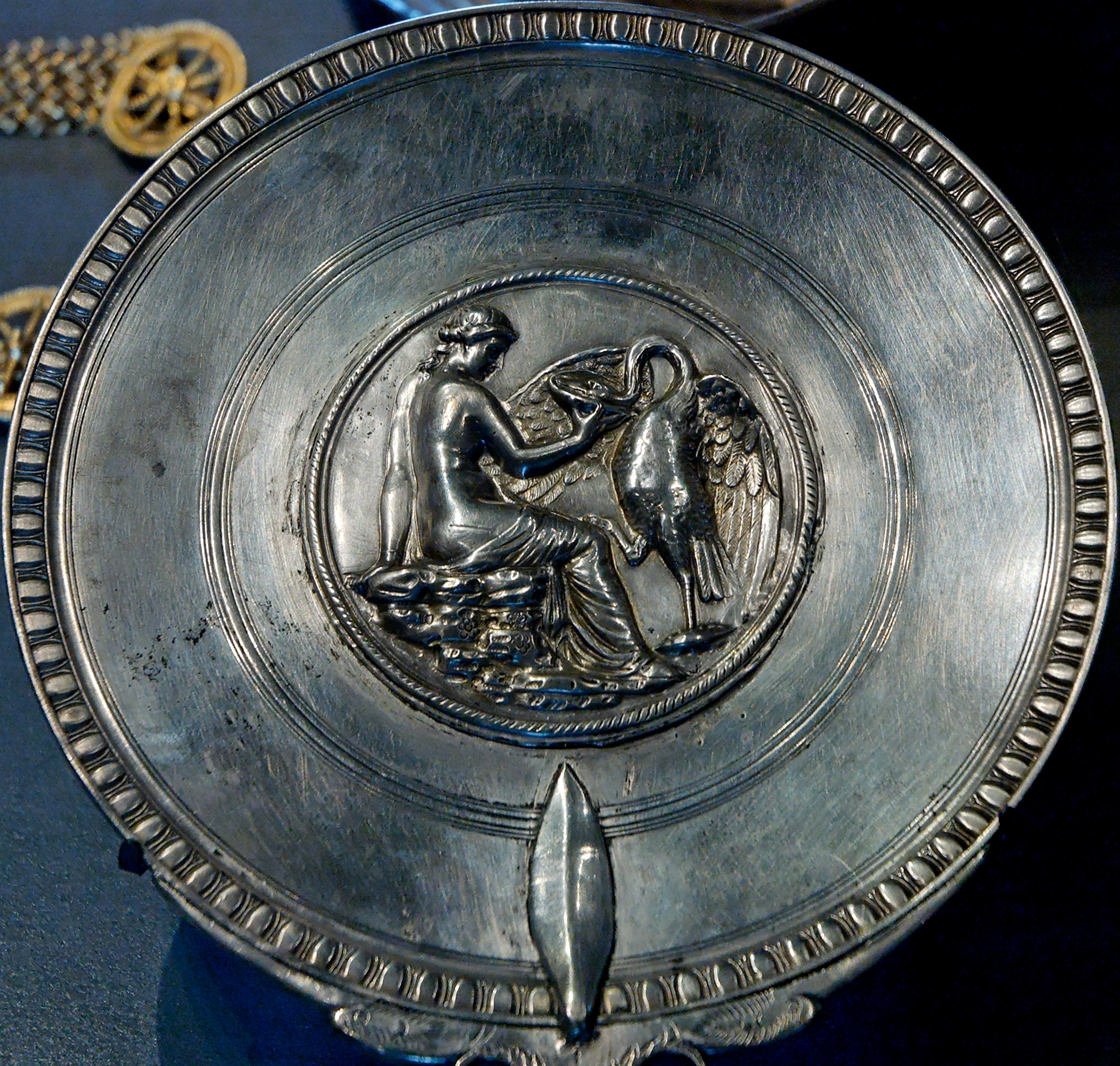
Лєда і Либідь, зворотний бік дзеркала з Боскореалє.

## Володарі вілли
Довгі дискусії викликало питання про володарів вілли. Ретельно вивчили всі знахідки і написи на бронзових дощечках, що дозволило датувати споруди проміжком 1 століття до н. е. — 79 рік н. е. Володарів було щонайменше чотири. Останнім був Р. Fannius Synistor.

## Опис споруд

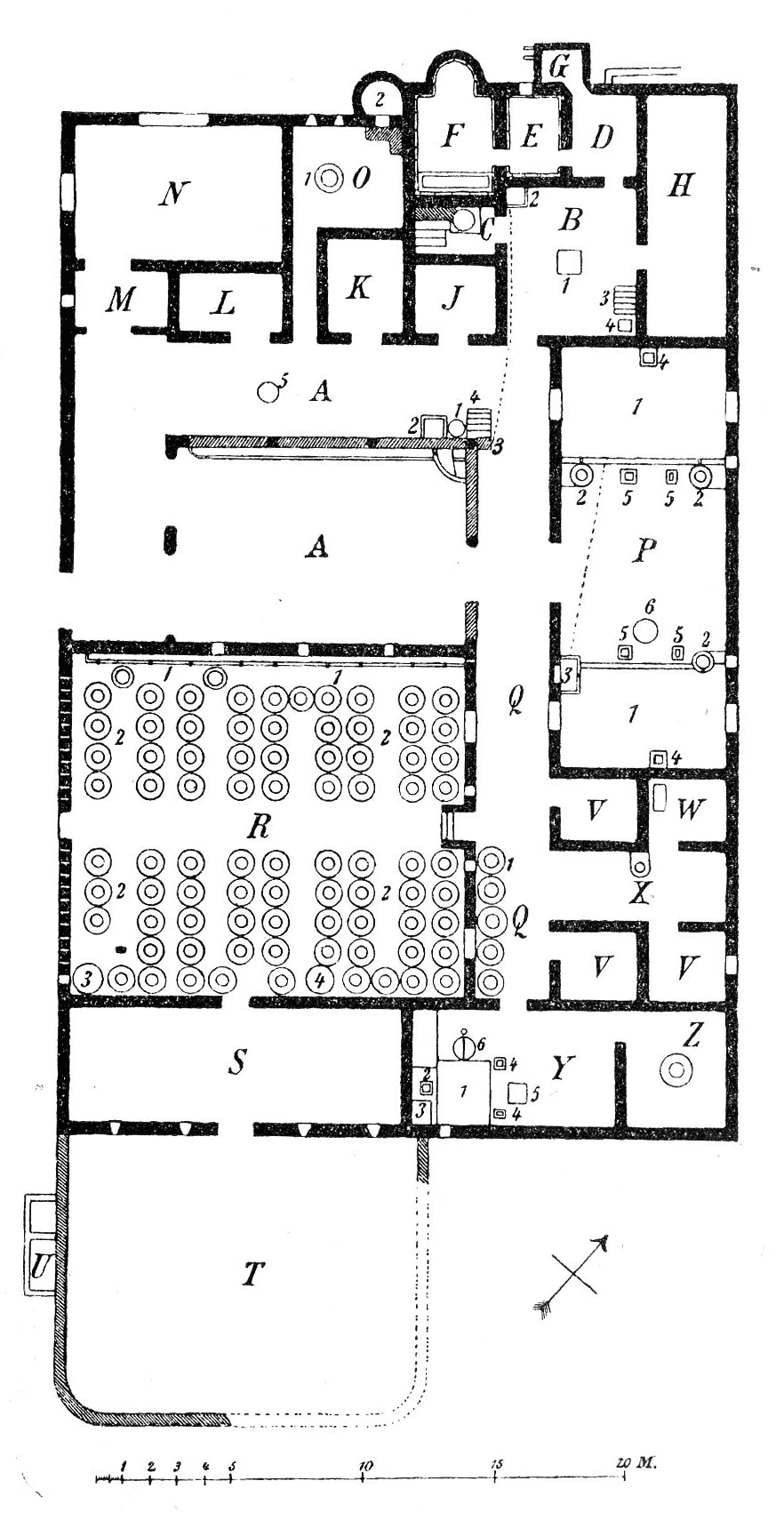
Вілла в Боскореале, план.

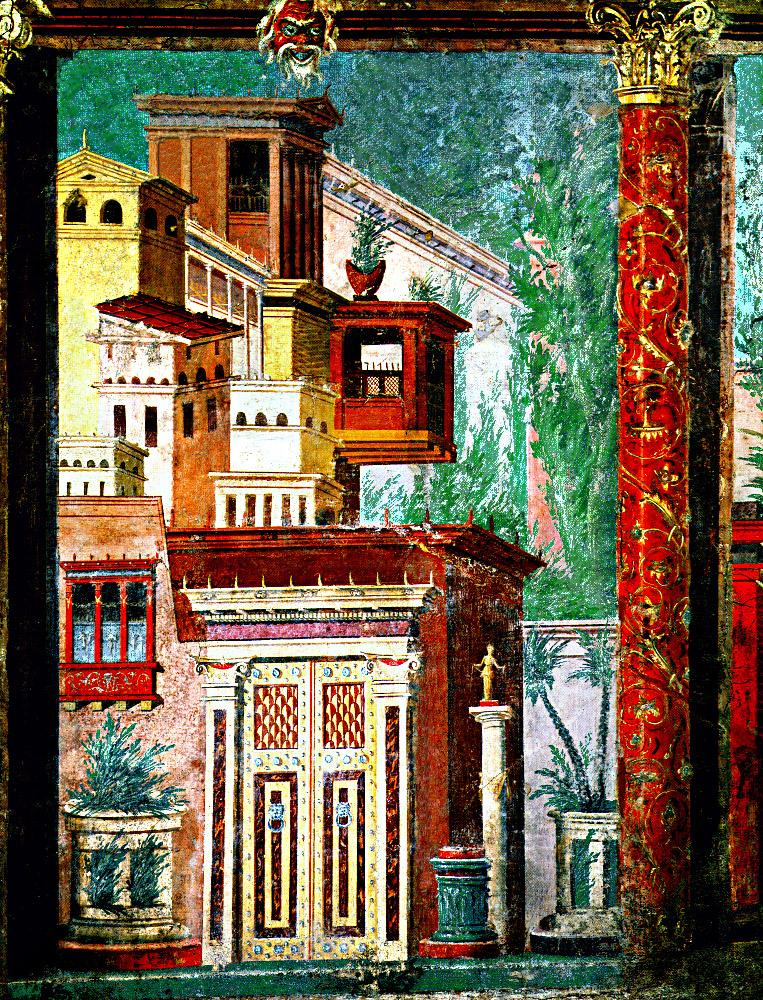
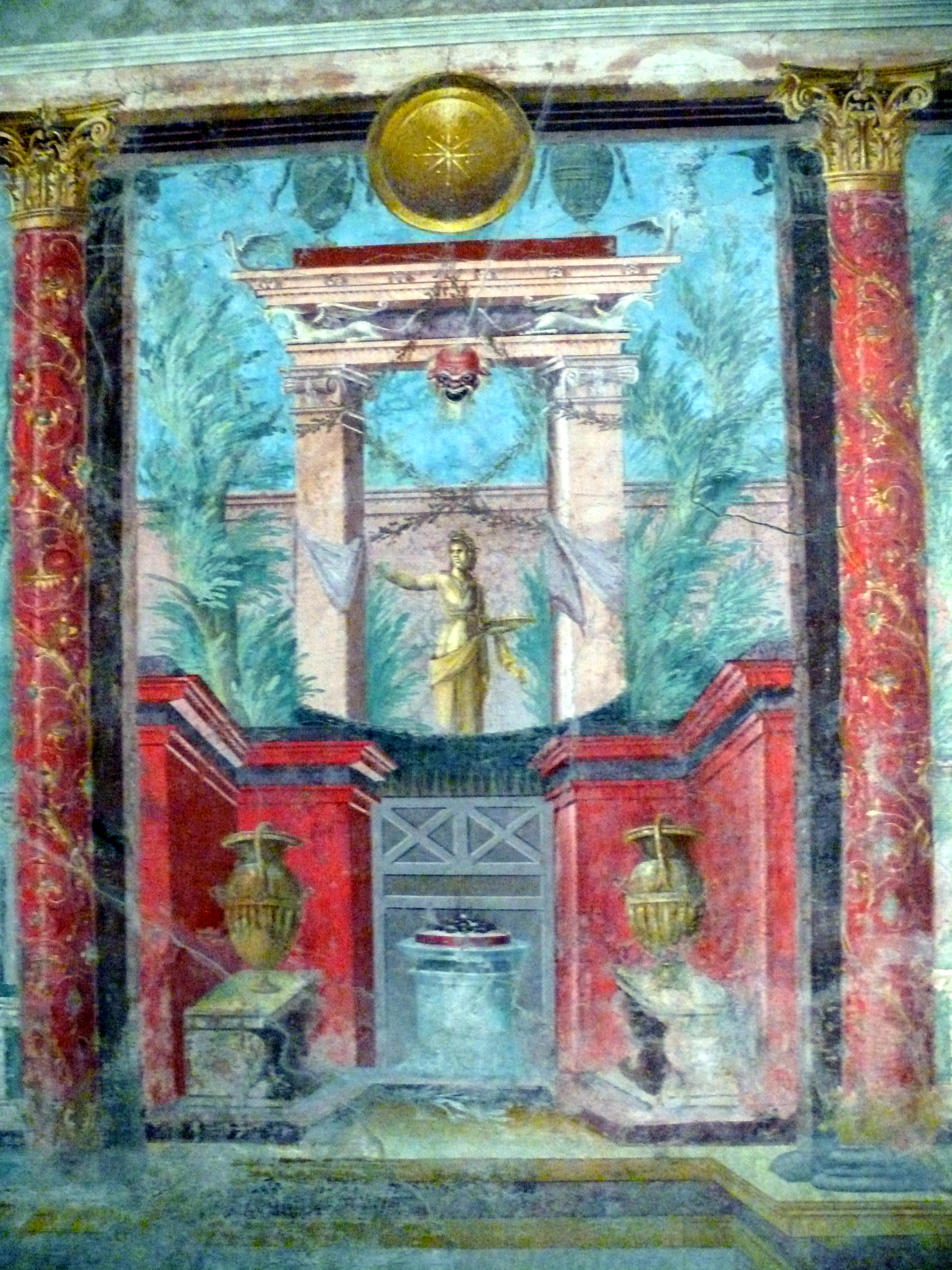
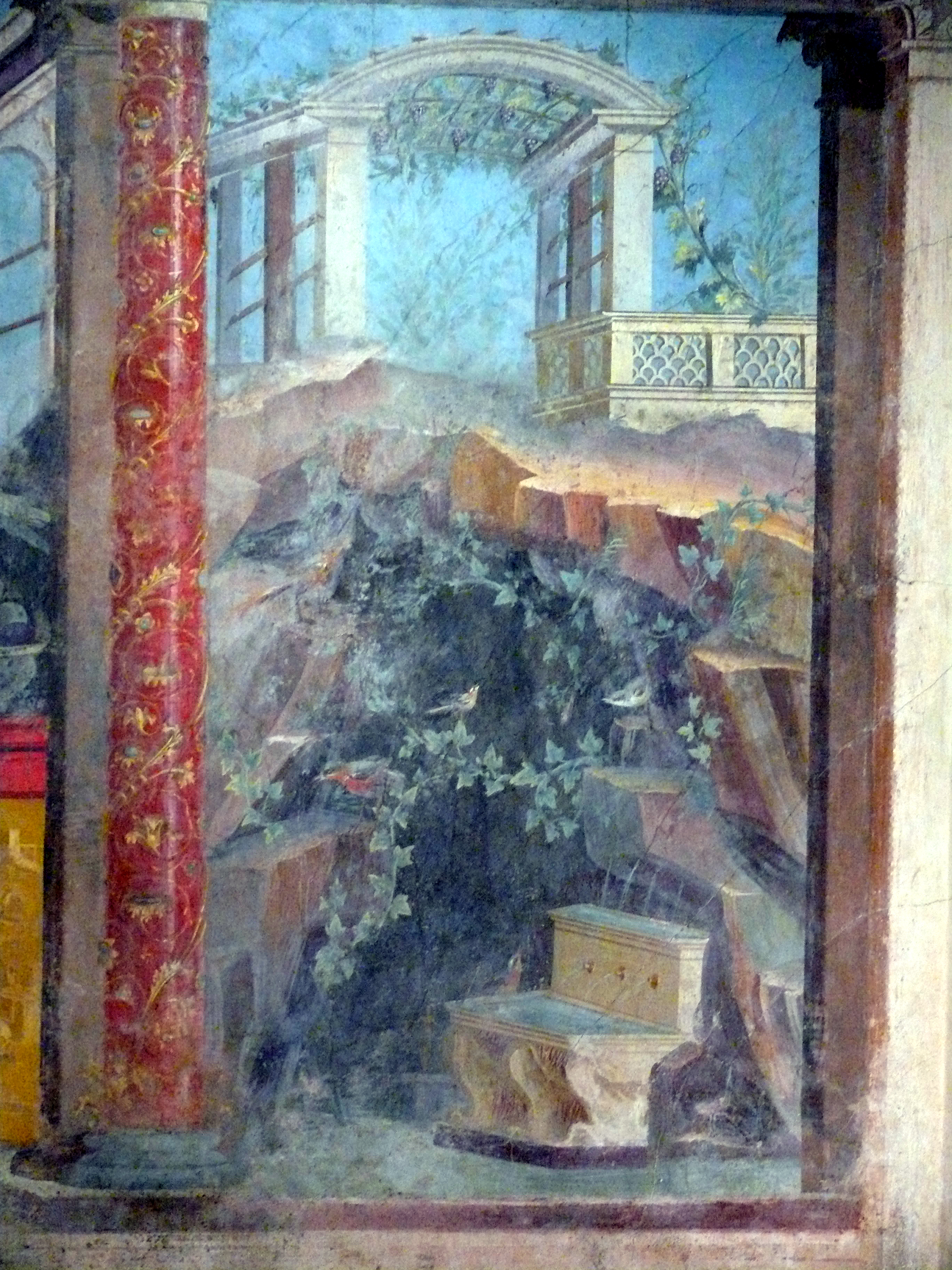
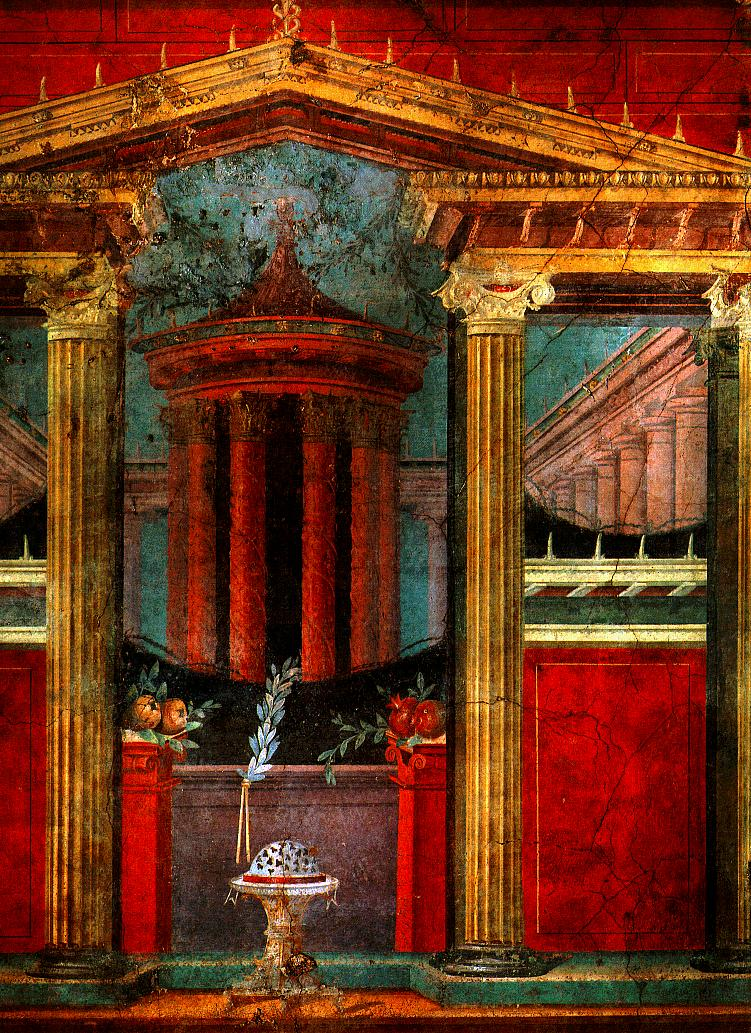

На відміну від побутових фермерських будинків вілла в Боскореале мала як господарські комори і прес для вина, так і лазні, кухні і парадні приміщення в північній частині, прикрашені фресками в Другому стилі з зображенням розкішних архітектурних споруд, натюрмортів тощо. За припущеннями, вілла мала три поверхи, верхній з яких обвалився під час землетрусу і виверження вулкана. Уламки і шар попелу і «законсервували» архітектурну споруду і її скарби. Наукові дослідження вілли дивацькі поєднували обстеження і хижацьке використання знахідок. Все коштовне було знято зі стін, забрано з комор, продане закордон чи вивезене. Сільськогосподарська частина вілли покинута і не розкопана досі. За підрахунками, загальна кількість кімнат вілли досягє більше тридцяти.
Ансамбль фресок берігся надзвичайно повно, незважаючи на руйнації вілли, котра теж постраждала під час виверження вулкана Везувій. Фрески обережно зняли зі стін і з 1903 року придбали для експозиції в Музеї мистецтва Метрополітен, США, частка — в музеї Лувр і в Королівському музеї Маріємонт, Бельгія. Мистецька вартість фресок в Боскореале не менша за вартість фресок Вілли Містерій, незважаючи на переважно архітектурні, а не на сюжетні мотиви.

## Археологічні знахідки. Музей Антикваріум в Боскореале

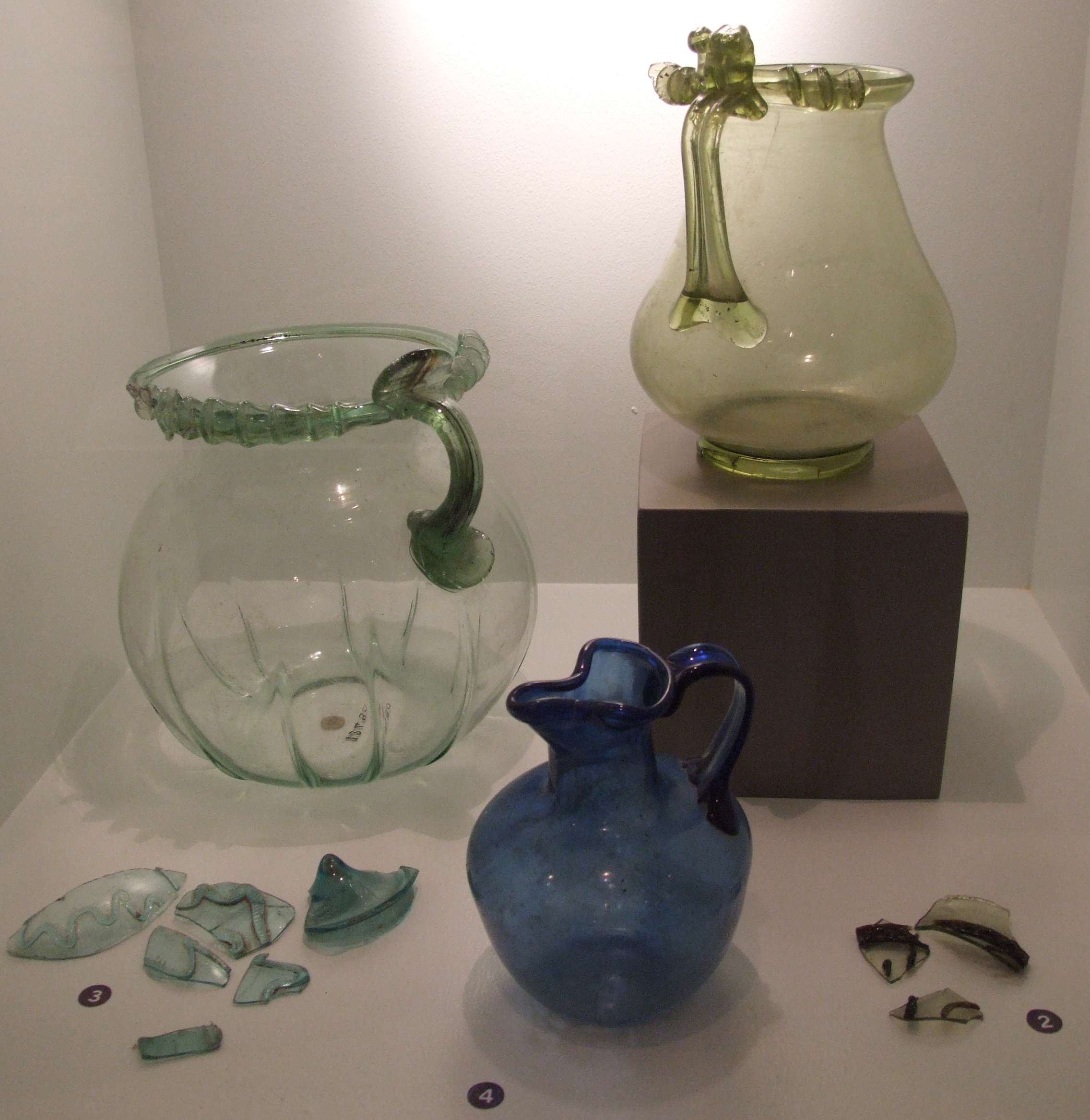
Давньоримське скло
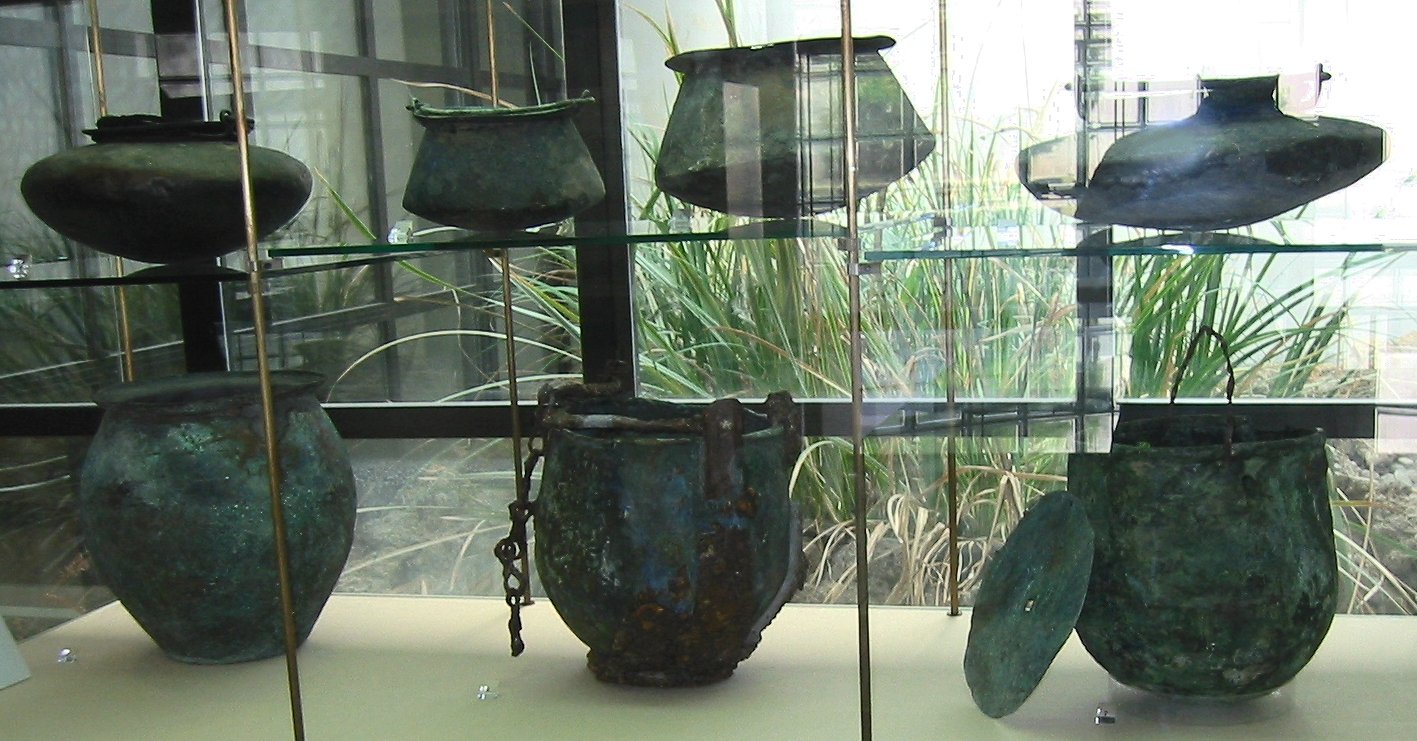
Кухонний посуд з бронзи
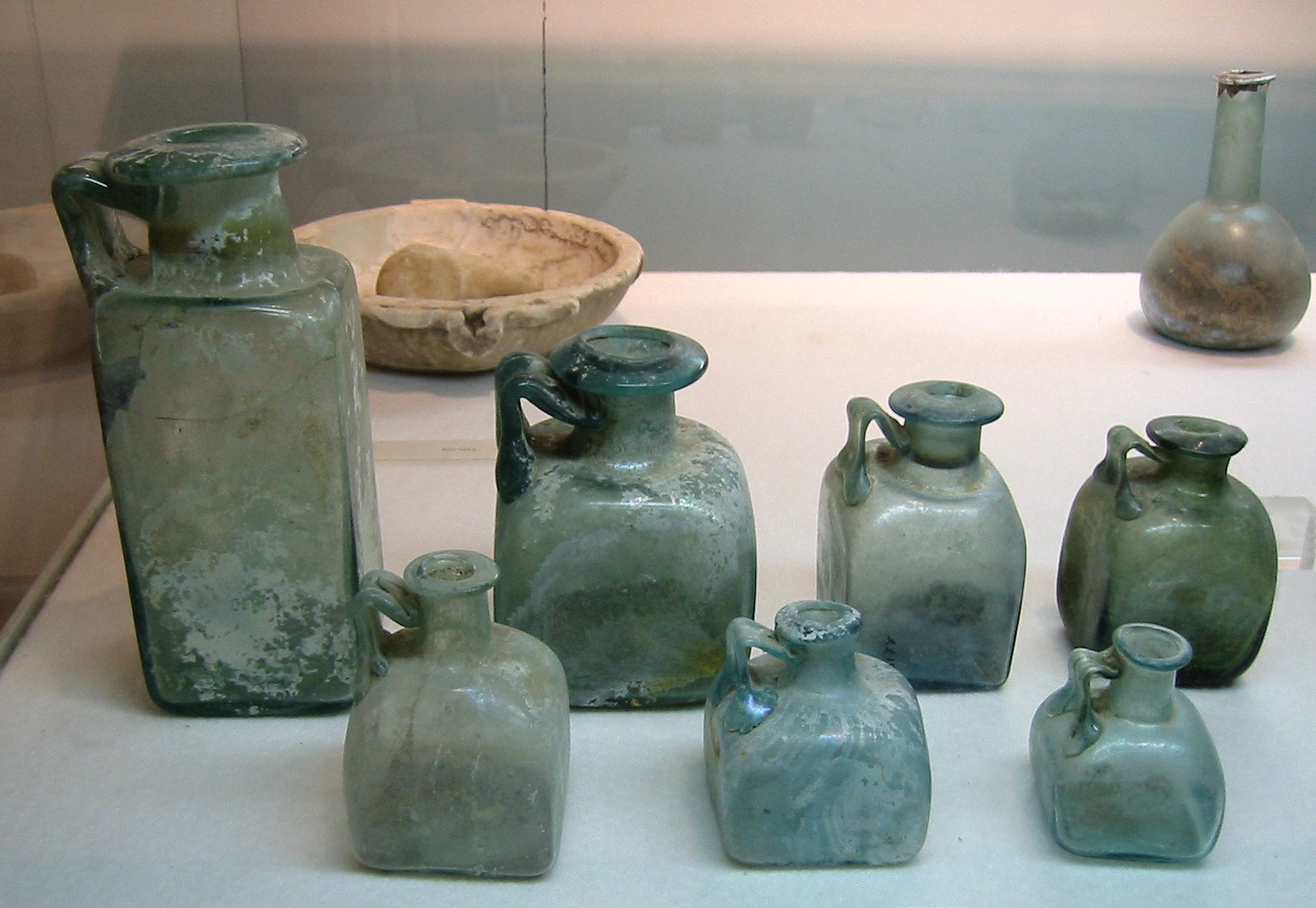
Побутовий скляний посуд